# Cercal (Cadaval)
Pour les articles homonymes, voir Cercal.
Cercal est une ancienne paroisse civile portugaise (en portugais : freguesia) de la municipalité de Cadaval dans le district de Lisbonne.
La loi no 11-A/2013 du 28 janvier 2013, portant réorganisation administrative du territoire des freguesias, fusionne Cercal avec la paroisse voisine de Lamas pour former l'União das freguesias de Lamas e Cercal (dont le siège est à Lamas).